# Stranger Things (4a temporada)
La quarta temporada de la sèrie de televisió de drama de terror de ciència-ficció nord-americana Stranger Things, titulada Stranger Things 4, es va estrenar a tot el món exclusivament a través del servei de streaming de Netflix en dos volums, amb el primer conjunt de set capítols llançat el 27 de maig de 2022 i el segon de dos llançat cinc setmanes després, l'1 de juliol de 2022. La quarta temporada té lloc nou mesos després dels esdeveniments de la tercera temporada, ja que una sèrie de morts estranyes, lligades al Upside Down, provoquen paranoia entre els residents d'Hawkins.
La temporada, que consta de nou episodis, va ser produïda pels creadors del programa, els Duffer Brothers, juntament amb Shawn Levy, Dan Cohen, Iain Paterson i Curtis Gwinn. Tornant com a habituals de la sèrie inclouen Winona Ryder, David Harbour, Millie Bobby Brown, Finn Wolfhard, Gaten Matarazzo, Caleb McLaughlin, Noah Schnapp, Sadie Sink, Natalia Dyer, Charlie Heaton, Joe Keery, Maya Hawke i Priah Ferguson, mentre que Brett Gelman, Matthew Modine i Paul Reiser van ser contractars com actors habituals. Jamie Campbell Bower, Joseph Quinn, Eduardo Franco, Cara Buono, Tom Wlaschiha i Mason Dye apareixen en papers recurrents.
Els primers set episodis de Stranger Things 4 han rebut crítiques majoritàriament positives.

## Premissa
Nou mesos després dels esdeveniments a Starcourt Mall, el grup d'amics, separat, s'ha d'enfrontar a una nova amenaça sobrenatural coneguda com Vecna que apareix a Hawkins. Mentrestant, Joyce Byers i Murray Bauman intenten ajudar a Jim Hopper a escapar d'una presó de Kamtxatka, Rússia. La temporada es divideix en tres línies argumentals principals.
La primera trama té lloc a Hawkins i compta amb Dustin, Max, Erica, Steve, Nancy, Robin i Lucas. Diversos adolescents són assassinats de manera misteriosa. Eddie, el líder del Hellfire Club, un grup de Dungeons & Dragons al qual s'han unit Dustin i els seus amics, es converteix en el principal sospitós i és perseguit per Jason i els membres dels equips esportius de l'escola, que creu que Eddie havia matat la xicota de Jason a través d'un satànic. poders. Els nens descobreixen que els assassinats van ser fets per Vecna, un ésser poderós que viu al Upside Down, i comencen la seva pròpia investigació.
La segona trama implica que Mike visita Eleven, Will i Jonathan a la seva nova casa a Califòrnia. A causa dels nous esdeveniments a Hawkins, Eleven és duta pel Dr. Brenner i Owens a una instal·lació secreta per ajudar-la a recuperar els seus poders, mentre Mike, Will, Jonathan i l'amic de Jonathan, Argyle, intenten localitzar l'Eleven.

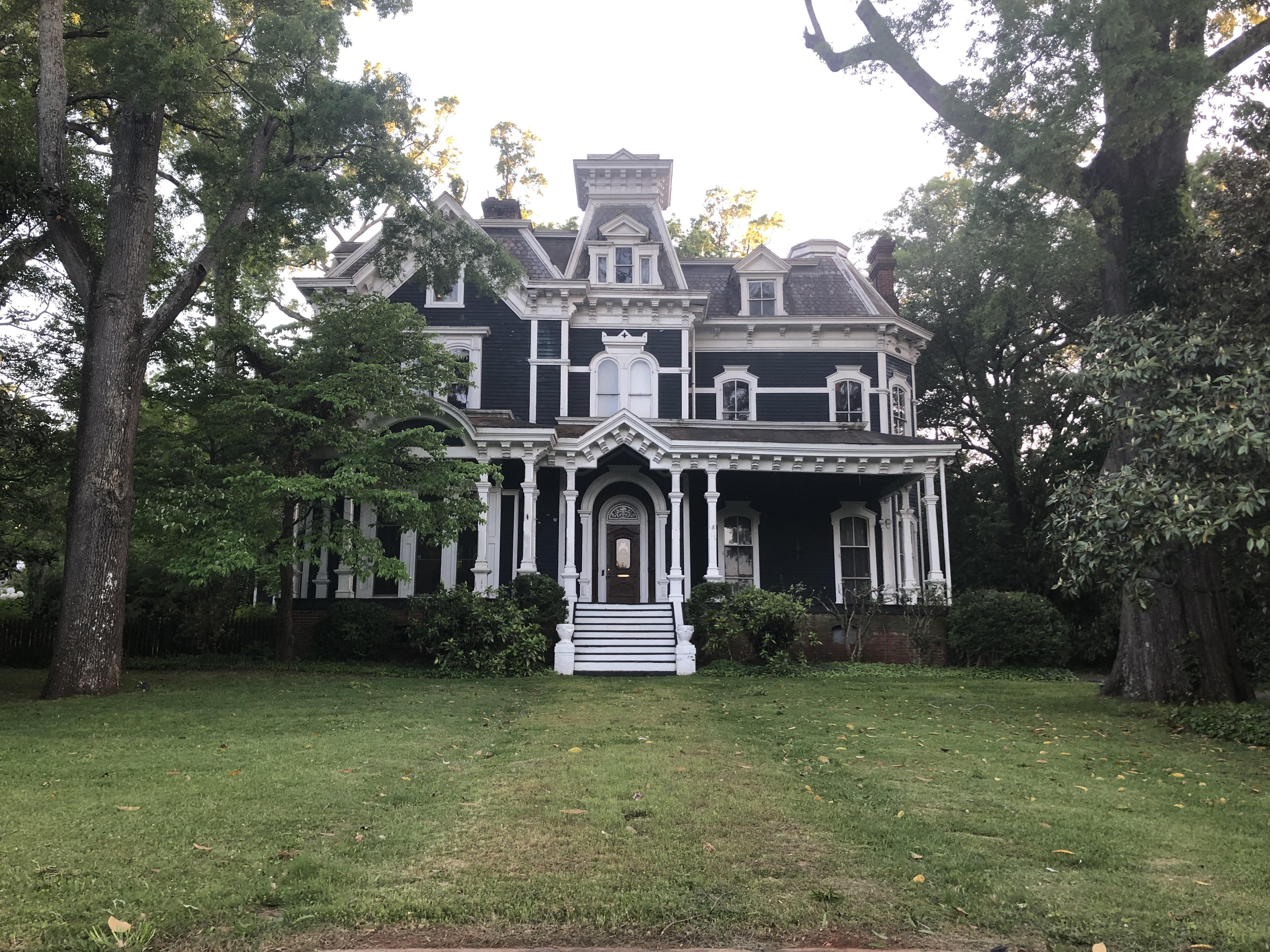
La casa Claremont a Rome, Geòrgia, es va utilitzar per a les imatges exteriors de la casa Creel.

La tercera trama segueix a Joyce i Murray que s'assabenten que Hopper encara està viu i se'ls diu que portin diners per organitzar la seva transferència. Mentrestant, en un gulag rus de Kamtxatka, Hopper està presoner i es prepara per lluitar contra un Demogorgon que els russos han capturat.

## Repartiment i personatges

### Principals
- Winona Ryder com a Joyce Byers
- David Harbour com a Jim Hopper
- Millie Bobby Brown com a Eleven / Jane Hopper
- Martie Blair com a Young Eleven
- Finn Wolfhard com a Mike Wheeler
- Gaten Matarazzo com a Dustin Henderson
- Caleb McLaughlin com a Lucas Sinclair
- Noah Schnapp com a Will Byers
- Sadie Sink com a Max Mayfield
- Belle Henry com a Young Max
- Natalia Dyer com a Nancy Wheeler
- Charlie Heaton com a Jonathan Byers
- Joe Keery com a Steve Harrington
- Maya Hawke com a Robin Buckley
- Brett Gelman com a Murray Bauman
- Priah Ferguson com a Erica Sinclair
- Matthew Modine com a Martin Brenner
- Paul Reiser com a Sam Owens

### Altres protagonistes
- Jamie Campbell Bower com a Henry Creel / One / Vecna
- Raphael Luce com a Young Henry Creel
- Cara Buono com a Karen Wheeler
- Eduardo Franco com a Argyle
- Joseph Quinn com a Eddie Munson

### Recurrents
- Joe Chrest com a Ted Wheeler
- Mason Dye com a Jason Carver
- Tom Wlaschiha com a Dmitri "Enzo" Antonov
- Nikola Đuričko com a Yuri Ismaylov
- Rob Morgan com a Sheriff Powell
- John Reynolds com a Officer Callahan
- Sherman Augustus com a Lt. Colonel Jack Sullivan
- Myles Truitt com a Patrick McKinney
- Gabriella Pizzolo com a Suzie
- Tinsley and Anniston Price com a Holly Wheeler
- Clayton Royal Johnson com a Andy
- Tristan Spohn com a Two
- Christian Ganiere com a Ten
- Regina Ting Chen com a Ms. Kelly
- Elodie Grace Orkin com a Angela
- Logan Allen com a Jake
- Hunter Romanillos com a Chance
- Pasha D. Lychnikoff com a Oleg
- Vaidotas Martinaitis com a Warden Melnikov
- Nikolai Nikolaeff com a Ivan
- Paris Benjamin com a Agent Ellen Stinson
- Catherine Curtin com a Claudia Henderson
- Karen Ceesay com a Sue Sinclair
- Arnell Powell com a Charles Sinclair
- Ira Amyx com a Harmon
- Kendrick Cross com a Wallace
- Hendrix Yancey com a Thirteen

### Convidats
- Grace Van Dien com a Chrissy Cunningham
- Amybeth McNulty com a Vickie
- Logan Riley Bruner com a Fred Benson
- Joel Stoffer com a Wayne Munson
- Dacre Montgomery com a Billy Hargrove
- Robert Englund com a Victor Creel
- Kevin L. Johnson com a Young Victor Creel
- Tyner Rushing com a Virginia Creel
- Livi Burch com a Alice Creel
- Ed Amatrudo com a Director Hatch
- Audrey Holcomb com a Eden

## Episodis
| Volum 1 |   |                                                |                     |                      |                     |
| 26      | 1 | «Chapter One: The Hellfire Club»               | The Duffer Brothers | The Duffer Brothers  | 27 de maig de 2022  |
| 27      | 2 | «Chapter Two: Vecna's Curse»                   | The Duffer Brothers | The Duffer Brothers  | 27 de maig de 2022  |
| 28      | 3 | «Chapter Three: The Monster and the Superhero» | Shawn Levy          | Caitlin Schneiderhan | 27 de maig de 2022  |
| 29      | 4 | «Chapter Four: Dear Billy»                     | Shawn Levy          | Paul Dichter         | 27 de maig de 2022  |
| 30      | 5 | «Chapter Five: The Nina Project»               | Nimród Antal        | Kate Trefry          | 27 de maig de 2022  |
| 31      | 6 | «Chapter Six: The Dive»                        | Nimród Antal        | Curtis Gwinn         | 27 de maig de 2022  |
| 32      | 7 | «Chapter Seven: The Massacre at Hawkins Lab»   | The Duffer Brothers | The Duffer Brothers  | 27 de maig de 2022  |
| Volum 2 |   |                                                |                     |                      |                     |
| 33      | 8 | «Chapter Eight: Papa»                          | The Duffer Brothers | The Duffer Brothers  | 1 de juliol de 2022 |
| 34      | 9 | «Chapter Nine: The Piggyback»                  | The Duffer Brothers | The Duffer Brothers  | 1 de juliol de 2022 |

## Producció

### Desenvolupament
Igual que amb les temporades anteriors, la planificació de la quarta temporada de Stranger Things va començar abans del llançament de la temporada prèvia. En una entrevista a Entertainment Weekly que es va publicar poc després de l'estrena de la tercera temporada, els creadors de la sèrie Matt i Ross Duffer van revelar que l'equip creatiu de la sèrie ja s'havia reunit en diverses ocasions per parlar del futur de la sèrie. El 30 de setembre de 2019 Netflix va anunciar que havia signat els Duffer Brothers per a un nou acord plurianual de televisió i cinema que, segons es diu, era de nou xifres. Coincidint amb l'anunci de l'acord de producció, Netflix també va anunciar la renovació de Stranger Things per a una quarta temporada llançant un breu teaser d'un minut de durada a YouTube.

### Escriptura
En comentar el final de la temporada anterior, Ross Duffer va divulgar el procés de connexió dels arcs narratius entre les temporades:
| « | No volem arraconar-nos, així que intentem tenir aquestes primeres discussions amb els escriptors només per assegurar-nos que ens estem preparant per anar en la direcció correcta. No en sabem gaire, però sí que coneixem molts dels grans trets. Al final de la segona temporada, sabíem sobre Billy. Sabíem que els russos anaven a entrar. No sabíem el centre comercial i altres coses, però de nou, coneixem aquests grans trets. Aquí és com estem a la quarta temporada. Tenim els grans traços amples. Ara només es tracta d'omplir aquestes línies en els detalls. Estem força entusiasmats sobre cap a on anirà potencialment. De nou, com dèiem, se sentirà molt diferent que aquesta temporada. Però crec que això és el correcte i crec que serà emocionant. | » |

Matt Duffer va indicar que un dels "grans trets" de la trama és que el principal centre d'acció es trasllada fora de Hawkins, Indiana, durant la major part de la temporada, per primer cop a la sèrie. També va indicar que els diversos extrems solts que queden al final de la tercera temporada, com ara la suposada mort de Hopper i l'adopció d'Eleven per Joyce Byers i traslladar-se amb la seva nova família fora de l'estat, s'exploraran en algun moment de la quarta temporada. Els Duffer van ampliar els seus comentaris anteriors, dient que l'estructura "èpica" en forma de tríptic de la quarta temporada va ser un dels principals factors que van contribuir a la seva gran durada. Ho van comparar amb la sèrie de HBO Game of Thrones pel que fa a la seva gran escala, temps d'execució i canvi de to més recent i madur, a més d'haver distribuït els seus personatges en múltiples ubicacions llunyanes.
Un altre factor que va contribuir a la nova durada ampliada de la sèrie va ser l'objectiu expressat pels Duffer de proporcionar finalment respostes a les incerteses sobre la mitologia cuita a foc lent a la sèrie, que han anat revelant lentament com "capes de [una] ceba" durant les últimes tres temporades. A mig escriure la quarta temporada, Matthew i Ross es van adonar que necessitarien un novè episodi per incloure tots els punts de la trama desitjats, que Netflix al seu torn "va aprovar ràpidament". Durant la producció de la primera temporada, el duet va preparar un document de vint pàgines per a Netflix que explicava l'univers del programa, inclòs què és el Upside Down, amb molt de detall. Al seu torn, el material d'aquest document dictava determinades trames a l'hora d'escriure la temporada. Els Duffer volien passar més temps dins del Upside Down en aquesta temporada, ja que la narrativa de la tercera temporada els va donar poca oportunitat d'explorar-lo més.
Com que la quarta temporada és la temporada més llarga produïda fins ara, els Duffer i Netflix van optar per un pla de llançament de dos volums. En una carta dels Duffer Brothers publicada per Netflix, el duet va revelar que van escriure més de 800 pàgines de diàlegs i acció als nou guions de la temporada, i que la quarta temporada és gairebé el doble de la durada de qualsevol de les temporades emeses anteriorment.
En una entrevista al podcast de Netflix Present Company With Krista Smith, Ross Duffer va parlar del to molt més madur de la quarta temporada, que va indicar que s'aconseguirà almenys parcialment "tendint cap" el gènere de terror:
| « | Quan el vam presentar a Netflix fa tants anys, el vam presentar com són els nens... The Goonies a E.T. Aquesta és la seva història. I els adults són a Jaws i Close Encounters [sic] i després els adolescents són a Malson a Elm Street o Halloween. Però aquest any ja no tenim nens. Ja no podem fer The Goonies. I així, de sobte, ens estem inclinant molt més en aquest territori de pel·lícules de terror que ens agrada. Va ser divertit fer aquest canvi. | » |

L'ascens a l'estrellat a la vida real de Winona Ryder a finals de la dècada de 1980 determinarà la cronologia de l'espectacle, amb els Duffer indicant que estan tenint en compte la seva carrera inicial, especialment l'estrena de la pel·lícula de Tim Burton de 1988, Beetlejuice: "Aquest és el llindar que tenim, no es pot creuar, que és que la sèrie ha d'acabar un cop la Winona és una superestrella al món real, com si l'espectacle s'hagués d'aturar, perquè [la paradoxa farà que els caps dels nens] es combusteixin espontàniament o alguna cosa així".
En una entrevista de maig de 2022 a Entertainment Weekly a la seva sèrie Around the Table, el repartiment ha afirmat que aquesta temporada se sent com "cinc pel·lícules en una", comparant-la amb " Scooby-Doo -meets- Zodiac-killer " alhora que és un " comèdia d'acció stoner" i una "pel·lícula de presó russa".

### Càsting
L'1 de novembre de 2019, el càsting havia començat a afegir quatre nous personatges masculins a la formació de la quarta temporada, amb tres dels papers d'adolescents i un d'adults. Els papers d'adolescents es van caracteritzar perquè anaven "des d'un heavy metal fins a un jock titulat fins a un personatge que sona molt com el bessó del stoner de Fast Times a Ridgemont High Jeff Spicoli", mentre que el personatge adult estava lligat a la història russa presentada durant el tercera temporada.
El 3 de desembre de 2019, la sala d'escriptors del programa va confirmar que el personatge de Maya Hawke, Robin, tornaria per a la quarta temporada. El 14 de febrer de 2020, Netflix va confirmar que David Harbour tornaria com a Jim Hopper i que Tom Wlaschiha havia estat considerat com un malfactor rus. La promoció de Priah Ferguson com a habitual per a la quarta temporada es va confirmar el febrer de 2020. Aquell març, també es va confirmar l'ascens de Brett Gelman a habitual de la sèrie. El 27 d'octubre de 2020, es va informar que el germà de Maya Hawke, Levon Thurman-Hawke, va fer un càsting per a un paper no revelat. El 20 de novembre de 2020, Jamie Campbell Bower, Eduardo Franco i Joseph Quinn van ser elegits com a habituals de la sèrie, mentre que Sherman Augustus, Mason Dye, Nikola Đuričko i Robert Englund es van unir al repartiment en papers recurrents per a la quarta temporada; Englund, més conegut per interpretar Freddy Krueger a les pel·lícules de Nightmare on Elm Street, s'havia acostat als Duffer per a un paper a Stranger Things, que encaixava bé amb la direcció que volien prendre aquesta temporada. El 9 de juny de 2021, Amybeth McNulty, Myles Truitt, Regina Ting Chen i Grace Van Dien es van unir al repartiment en papers recurrents per a la quarta temporada.
En el cas de Bower, es va anunciar inicialment com a Peter, i els crèdits del seu paper en els primers sis episodis es van enumerar com a "Friendly Orderly". Es va fer així per mantenir el secret del seu personatge com a Herny Creel de gran, que va ser el primer subjecte de prova del Dr. Brenner i, per tant, anomenat "One", i que es convertiria en Vecna després de la seva lluita amb Eleven.

### Rodatge
El febrer de 2020, es va anunciar en una declaració conjunta dels germans Duffer i Netflix que havia començat oficialment la producció de la quarta temporada a Vílnius, Lituània, a la presó de Lukiškės, recentment desafectada. Després d'acabar la producció a Lituània, el rodatge es va reprendre als Estats Units a l'àrea metropolitana d'Atlanta i els seus envoltants, el lloc de producció principal de temporades anteriors. Tanmateix, després de dues setmanes de rodatge, totes les produccions de Netflix, inclosa Stranger Things, es van aturar el 16 de març de 2020, a causa de l'inici de la pandèmia de la COVID-19. Una part important del rodatge es va produir als Albuquerque Studios de Nou Mèxic, que Netflix va adquirir el 2018.
Després de diversos retards, finalment es va reprendre el rodatge el 28 de setembre de 2020 a Geòrgia. L'1 d'octubre de 2020, Natalia Dyer, Sadie Sink i Gaten Matarazzo van ser vistes fent escenes de rodatge als conjunts de Hawkins Middle School i Hawkins High School. Els tres també van ser vists filmant escenes al plató de la casa de Dustin l'endemà. El 27 de gener de 2021, Matthew Modine va ser vist filmant escenes a Atlanta. El 15 de març de 2021, es van filtrar fotos del plató d'un parc de caravanes a Griffin, Geòrgia, que estava vestit amb circells del Upside Down. El juny de 2021, David Harbour va dir que el rodatge s'havia d'acabar a l'agost. El mateix mes, Joe Keery, Sadie Sink, Natalia Dyer, Maya Hawke, Priah Ferguson i Caleb McLaughlin es van veure filmant una escena que implicava comprar armes en una botiga. El setembre de 2021, Noah Schnapp va declarar que el rodatge finalment havia acabat.
Per distingir visualment entre les tres històries de la temporada, la dissenyadora de vestuari Amy Parris va revelar que cadascuna de les ubicacions de la trama tindrà la seva pròpia paleta de colors: "És molt divertit perquè [l'equip de producció aconsegueix] capturar Califòrnia distingint-la de Hawkins a través del color. Hawkins encara sembla molt saturat. No tenim tant el marró polsós i rovellat de les temporades 1 o 2. . . I a Califòrnia, arribem a incorporar rosa infantil i verds blavosos i morats divertits. És molt més xop i saturat de sol que els colors més rics de Hawkins. L'empresa nord-americana de sabates Converse va dissenyar tres estils de sabates diferents amb els colors de Hawkins High School per portar-los a la pantalla durant una escena que representava un pep rally, (una concentració o assemblea de persones, normalment estudiants de secundària i edat universitària, abans d'un esdeveniment esportiu).
Segons Bower, per a les escenes clau de la massacre al laboratori a Hawkings, la mateixa Brown va ajudar a dirigir Martie Blair, que va interpretar la versió més jove d'Eleven, de manera que les múltiples filmacions de les interaccions d'Eleven amb Henry al laboratori, algunes amb Brown i alguns amb Blair, eren coherents amb els gestos d'Eleven.

### Post-producció
L'abril de 2022, The Wall Street Journal va informar en un article que examinava les despeses de producció recents de Netflix que el cost total per produir la quarta temporada de Stranger Things era d'uns 270 milions de dòlars, la qual cosa suposa aproximadament uns 30 milions de dòlars per episodi.

#### Targeta d'avís de l'episodi 1
L'estrena de la temporada 4 el 27 de maig de 2022 es va produir tres dies després d'un tiroteig massiu en una escola a Uvalde, Texas, on un pistoler va disparar 21 persones. Després de la tragèdia, i tenint en compte que l'episodi 1 s'inicia en cold open ('obert en fred', la tècnica narrativa que s’utilitza a la televisió i al cinema per la que s'inicia directament una història abans que es mostrin els títols inicials), una escena que ja s'havia donat a conèixer com a teaser en línia una setmana abans de l'estrena, presenta imatges gràfiques de cadàvers (també de nens), Netflix va afegir una Targeta d'avís abans del resum de la temporada anterior que es reprodueix automàticament abans de l'episodi 1. La targeta, que només es mostra als espectadors dels Estats Units, diu així:
| « | Vam filmar aquesta temporada de Stranger Things fa un any. Però tenint en compte el tràgic tiroteig recent a una escola de Texas, els espectadors poden trobar angoixant l'escena inicial de l'episodi 1. Estem profundament tristos per aquesta violència indescriptible i els nostres cors són amb totes les famílies que ploren un ésser estimat. | » |

### Efectes visuals
A causa de la considerable durada de la temporada, es van encarregar i fer milers de plans d'efectes visuals durant els dos anys de producció i postproducció. Tanmateix, els Duffer volien confiar més en efectes analògics que en generats per ordinador, de manera similar a com es va produir la primera temporada. Per exemple, la principal amenaça d'Upside Down a la temporada, una criatura humanoide anomenada Vecna, era "analògica al 90%", que els Duffers van trobar que creava una millor presència al plató perquè els actors responguessin, en lloc d'un suport per a efectes generats per ordinador posteriors. Barrie Gower, una maquilladora que havia treballat anteriorment a Game of Thrones i Txernòbil, va proporcionar l'aspecte de Vecna i altres criatures. Vecna es va basar lliurement en el vilà de Dungeons & Dragons del mateix nom, tot i que el personatge de l'univers de la sèrie és un humà "que va mutar en un monstre per sobreexposició al Upside Down... ha estat sotmès a tots els entorns i tots els voltants del Upside Down bàsicament durant ben bé 20 anys". Jamie Campbell Bower, que interpreta el personatge humà que es converteix en Vecna, també va fer el paper de Vecna amb l'ús de pròtesis dissenyades. Gower va dissenyar el vestit Vecna de Bower amb una pell "anèmica" la integració de la qual amb l'entorn tòxic del Cap per Avall va ser evident gràcies a la inclusió de "moltes arrels i vinyes i formes molt orgàniques i teixit muscular fibrós". Per aconseguir aquest aspecte utilitzant majoritàriament efectes analògics, Gower va revelar que ell i el seu equip van fer un motlle de cos sencer de Bower, per després esculpir-lo per satisfer les seves necessitats de disseny:
| « | Vam començar amb el seu motlle de cos sencer, i per assegurar-nos que tot anava a quedar súper ajustat a la pell, vam reduir el motlle en un cert percentatge, així que un cop vam tenir una forma de guix de tot el seu cos, els nostres nois d'aquí van començar. modelant el cos en totes les formes i formes a la plastilina, que es va trigar diverses setmanes a fer-se. A partir d'això, vam dividir el cos en diverses seccions... Crec que eren unes 18 peces en total, i totes van passar als seus respectius formats fets de fibra de vidre o de resina epoxi. I després vam fer motlles de totes les peces de plastilina separades i després, un cop vam tenir aquests motlles, vam poder crear aparells protèsics, i els hem fet amb una barreja de materials. Un cop preparat el vestit, va necessitar unes set hores de treball per encaixar-hi Bower. | » |

### Música
L'àlbum complementari de la banda sonora no original de la temporada, titulat Stranger Things: Music from the Netflix Original Series, Season 4, es va publicar digitalment en dues parts per Legacy Recordings el 27 de maig i l'1 de juliol, respectivament.
"Running Up That Hil” de Kate Bush apareix diverses vegades durant la temporada, inclosa com a part de l'escena clau de l'episodi 4 amb Max escapolint-se de Vecna. Els Duffer havien imaginat una cançó emocional poderosa per a Max i van encarregar a la supervisora musical Nora Felder de determinar quina cançó s'utilitzaria. Felder va trobar "Running Up That Hill", que els Duffer van acordar que s'adaptava molt bé tant a la música en si com al tema de tractar amb Déu. Felder sabia que Bush havia estat prudent amb les llicències musicals abans, però després de contactar amb ella, Felder va saber que Bush era una fan de la sèrie i, després de revisar les pàgines de guió on s'utilitzaria la cançó, va acceptar concedir els drets de llicència. De manera similar a com va ressorgir la popularitat de la cançó "The NeverEnding Story” a partir del seu ús a la tercera temporada, la cançó de Bush va veure un ressorgiment de popularitat després del llançament de la temporada 4. Va assolir la posició número u a la llista de descàrregues d'iTunes la setmana durant la primera emissió de la temporada, i va veure un augment de més del 8.700% a les llistes de reproducció en temps real, arribant a la segona cançó més escoltada a les llistes de reproducció de Spotify als Estats Units. States i la quarta cançó més popular a les llistes mundials. Altres cançons que apareixen a la temporada 4, com "You Spin Me Round" de Dead or Alive, "Pass the Dutchie" de Musical Youth i "Rock Me Amadeus" de Falco, també van augmentar-ne les reproduccions en streaming un 1.784%.

### Màrqueting
L'anunci oficial de la temporada mostrava un rellotge d'avi al Upside Down i acabava amb el lema "Ja no som a Hawkins", fet que va fer que molts mitjans de comunicació especulessin que l'escenari del programa es traslladaria a Rússia. El 14 de febrer de 2020 es va publicar un teaser que mostrava que Hopper encara era viu. El 2 d'octubre de 2020, els diferents comptes de xarxes socials de l'espectacle van publicar dues fotografies de diferents escenaris: un cartell per a un pep rally penjat en un passadís de Hawkins High, i una claqueta davant d'un rellotge antic al Upside Down, una escena que es va representar per primera vegada al tràiler inicial de la temporada. Un segon teaser es va publicar el 6 de maig de 2021. El 6 d'agost de 2021, es va publicar un tràiler amb la majoria del repartiment bàsic i anunciant que el programa tornaria el 2022. El 25 de setembre de 2021 es va publicar un tercer teaser que mostrava la casa que abans era propietat de la família Creel. El teaser final es va publicar el 6 de novembre de 2021 i mostrava les vides de Will i Eleven a Califòrnia, i els títols dels episodis de la temporada es van revelar aquell mateix dia. El 17 de febrer de 2022, els comptes de xarxes socials associats a Stranger Things van publicar quatre teaser, un que coincidia amb els quatre teasers que es van publicar anteriorment, i un cinquè cartell, anunciant la data de llançament d'ambdós volums. El 23 de març de 2022, Netflix va publicar diverses fotografies de la quarta temporada. El 12 d'abril de 2022 es va publicar el primer tràiler oficial en línia. El 20 de maig de 2022, es van publicar en línia els primers vuit minuts del primer episodi de la temporada.

## Estrena
La quarta temporada es va estrenar a través de la plataforma de streaming de Netflix en dos volums, el primer volum de set episodis es va publicar el 27 de maig de 2022 i el segon volum de dos episodis cinc setmanes més tard, l'1 de juliol de 2022. La temporada tindrà nou capítols.

## Recepció

### Resposta crítica
A Rotten Tomatoes, la quarta temporada té una puntuació d'aprovació del 91% basada en 128 ressenyes amb una valoració mitjana de 7,85/10. El consens crític del lloc diu: "Més fosc i dens que les seves predecessores, la quarta temporada de Stranger Things prepara el final de la sèrie d'una manera digna de veure's d'una tirada. A Metacritic, la quarta temporada té una puntuació de 68 sobre 100, basada en 26 crítiques, la qual cosa indica "crítiques generalment favorables".
Els crítics van elogiar les actuacions, els elements visuals, les seqüències d'acció i el to més fosc i madur en comparació amb les temporades anteriors, mentre que alguns la van titllar de "massa farcida" a causa dels temps més llargs dels episodis.
Stephen King va valorar la temporada com "tan bona o millor que les tres anteriors", assenyalant-hi un "riff de Carrie ". Tanmateix, King va opinar que la decisió d'emetre-la dividida en dues parts és "força dèbil".

### Elogis
TVLine va nomenar Joseph Quinn com a "Intèrpret de la setmana" per a la setmana del 28 de maig de 2022 per la seva actuació a l'episodi "Chapter One: The Hellfire Club”. El lloc va escriure: "Quinn va fer que l'adolescent passés de curiós a preocupat, després de pànic a tan horroritzat que va deixar escapar el tipus de crits que escolten els altres crits i van dir: "Uh". Tot plegat, el debut de Quinn va ser molt auspiciós."

### Audiència
Netflix va informar que el 30 de maig de 2022, Stranger Things 4 s'havia vist més de 287 milions d'hores, superant el rècord d'audiència de la primera setmana anterior de la temporada 2 de Bridgerton, que va registrar 193 milions d'hores en la seva primera setmana. Les temporades anteriors de Stranger Things també van entrar als 10 programes més vistos la mateixa setmana que el llançament de Stranger Things 4.